# بيدرو هيريرو روبيو
بيدرو هيريرو روبيو (بالإسبانية: Pedro Herrero Rubio)‏ هو طبيب إسباني، ولد في 29 أبريل 1904 في لقنت في إسبانيا، وتوفي بنفس المكان في 5 نوفمبر 1978.